# Conversions forçades als regnes hispànics

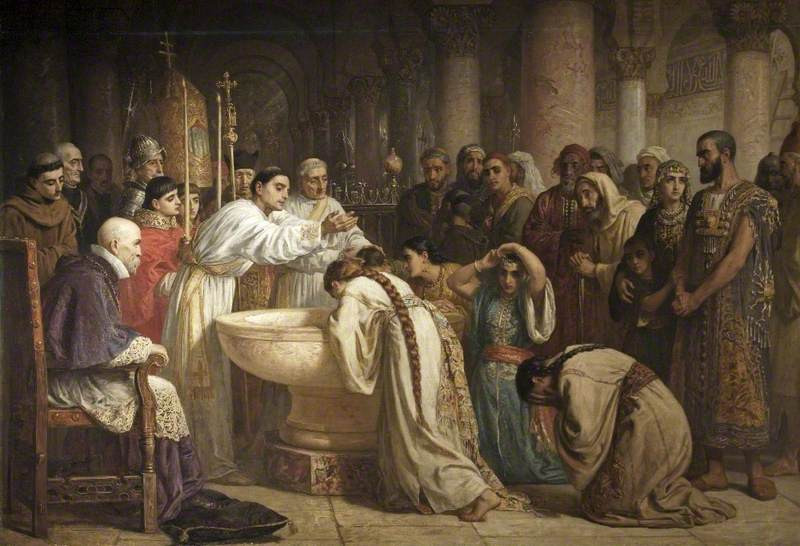
The Moorish Proselytes of Archbishop Ximenes, (Els prosèlits magrebins de l'arquebisbe Ximenes, Granada, 1500), obra d'Edwin Long (1829–1891) que representa un baptisme massiu de musulmans

Les conversions forçades de musulmans als regnes hispànics es van promulgar a través d'una sèrie d'edictes que proscrivien l'islam als regnes de la Monarquia Hispànica als actuals estats d'Espanya i de Portugal. Aquest procés va tenir lloc a principis del segle xvi a cadascun dels tres Estats que hi havia: el Regne de Portugal el 1497-1500, la Corona de Castella el 1500-1502, seguida de Navarra el 1515-1516, i finalment la Corona d'Aragó el 1523-1526.
Després que els regnes cristians acabessin la Reconquesta el 1492, la població musulmana se situava entre 500.000 i 600.000 persones. En aquest moment, als musulmans que vivien sota el domini cristià se'ls va atorgar l'estatus de mudèjar, permetent legalment la pràctica oberta de l'islam. El 1499, l'arquebisbe de Toledo, el cardenal Francisco Jiménez de Cisneros, va iniciar una campanya a la ciutat de Granada per forçar el compliment religiós del cristianisme mitjançant la tortura i l'empresonament, la qual cosa va desencadenar en una rebel·lió musulmana. La rebel·lió va ser finalment sufocada i després utilitzada per justificar la revocació de les proteccions legals i convencionals dels musulmans. Els esforços per fomentar les conversions es van redoblar i el 1501 oficialment cap musulmà romania a Granada. Animada per l'èxit de Granada, la reina Isabel I de Castella va emetre un edicte el 1502 que prohibia l'Islam a tota la Corona de Castella. Amb l'annexió de la Navarra Ibèrica el 1515, més musulmans es van veure obligats a observar les creences cristianes sota l'edicte castellà. L'últim regne a imposar la conversió va ser la Corona d'Aragó, els reis de la qual havien estat prèviament obligats a garantir la llibertat religiosa dels seus súbdits musulmans sota un jurament inclòs en les seves coronacions. A principis de la dècada de 1520, va tenir lloc un aixecament contra l'Islam conegut com les Germanies i els musulmans en territoris rebels es van veure obligats a convertir-se. Quan les forces reials aragoneses, amb l'ajuda dels musulmans, van reprimir la rebel·lió, el rei Carles I d'Espanya va dictaminar que aquestes conversions forçades eren vàlides; per tant, els "conversos" eren ara oficialment cristians. Això va posar als conversos sota la jurisdicció de la Inquisició espanyola. Finalment, el 1524, Carles va demanar al papa Climent VII que alliberés el rei del seu jurament de protegir la llibertat de religió dels musulmans. Això li va atorgar l'autoritat per actuar oficialment contra la resta de la població musulmana; a la fi de 1525, va emetre un edicte oficial de conversió: l'Islam ja no existia oficialment a tot Espanya.
Mentre que l'adhesió al cristianisme en públic era requerida pels edictes reals i imposada per la Inquisició espanyola, les proves indiquen que la majoria dels convertits forçats (coneguts com a "moriscos") s'aferraven a l'Islam en secret. En la vida pública quotidiana, la llei islàmica tradicional ja no podia seguir-se sense la persecució de la Inquisició; com a resultat, es va promulgar la fàtua d'Orà per reconèixer la necessitat de relaxar la xaria, així com per detallar les formes en què els musulmans havien de fer-ho. Aquesta fàtua es va convertir a la base del criptoislam practicat pels moriscos fins a la seva expulsió en 1609-1614. Alguns musulmans, molts d'ells prop de la costa, van emigrar en resposta a la conversió. No obstant això, les restriccions imposades per les autoritats a l'emigració significaven que la sortida d'Espanya no era una opció per a molts. També van esclatar rebel·lions en algunes zones, especialment en aquelles zones muntanyoses de fàcil defensa, però no totes van tenir èxit. Finalment, els edictes van crear una societat en la qual els musulmans devots que secretament van refusar la conversió van coexistir amb els antics musulmans que es van convertir en cristians practicants genuïns, fins a l'expulsió.

## Antecedents

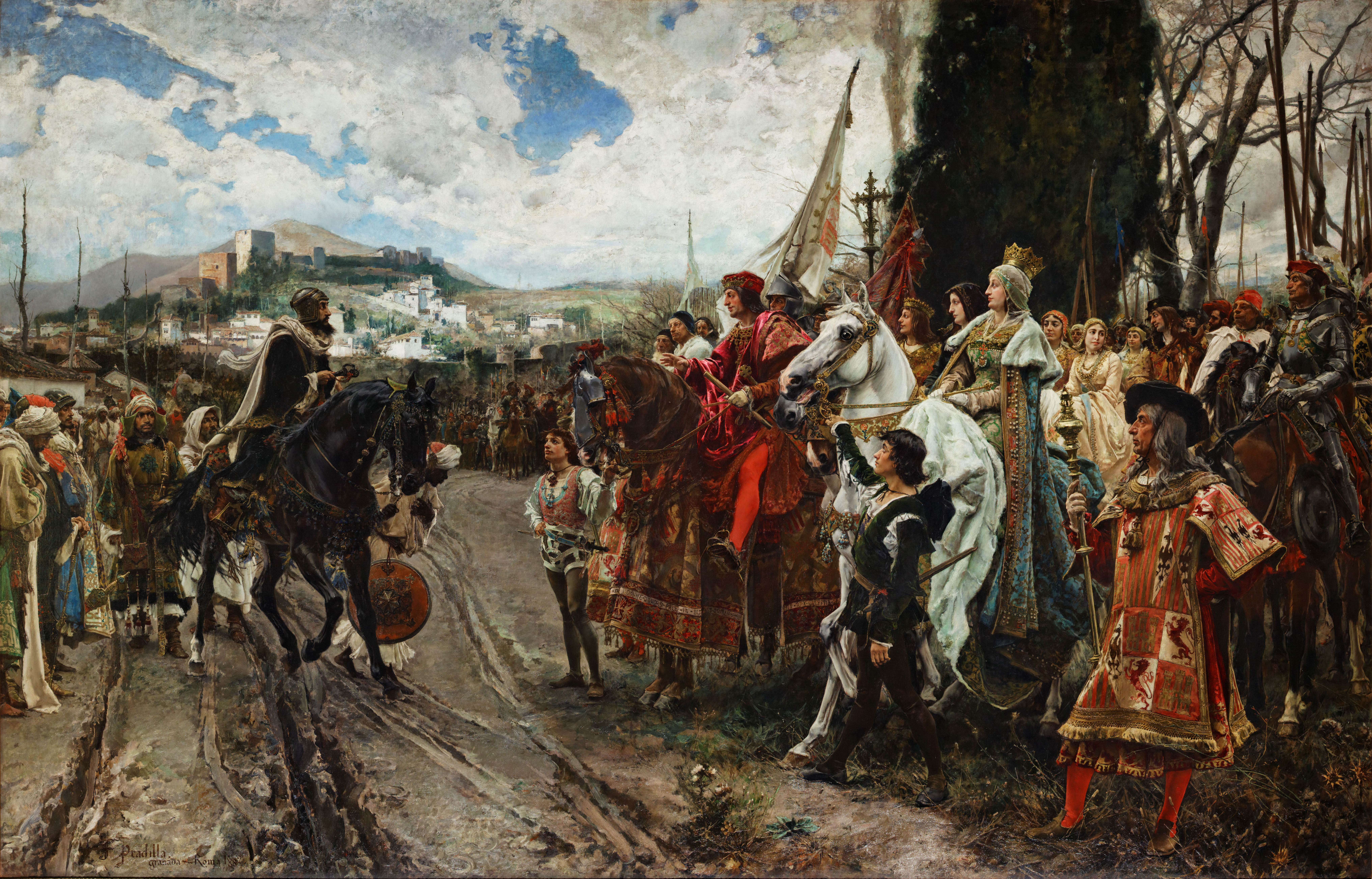
La rendició de Granada, per Francisco Pradilla Ortiz (1848–1921), on es representa la capitulació de Granada el 1492, l'últim regne governat pels musulmans a Espanya.

L'Islam ha estat present a Espanya des de la conquesta omeia d'Hispània el segle viii. A principis del segle xii, la població musulmana de la península ibèrica -denominada "al-Àndalus" pels musulmans- s'estimava en 5,5 milions d'habitants, entre ells àrabs, amazics i la població local d'origen romanovisigot que s'havia convertit. Els segles següents, mentre els cristians empenyien des del nord en el procés conegut com a "reconquesta", la població musulmana es va anar reduint. A la fi del segle xv, la reconquesta va culminar amb la caiguda de Granada, amb una població musulmana a Espanya estimada entre 500 000 i 600 000 habitants d'un total de 7 a 8 milions d'habitants en els regnes espanyols. Aproximadament la meitat dels musulmans vivien a l'antic Emirat de Granada, l'últim estat musulmà independent d'Espanya, que havia estat annexionat per la Corona de Castella. Uns 20000 musulmans vivien en altres territoris de Castella, i la major part de la resta vivia als territoris de la Corona d'Aragó. Aquests musulmans que vivien sota domini cristià eren coneguts com els mudèjars.
En els primers anys després de la conquesta de Granada, els musulmans a Granada i altres indrets van continuar gaudint de la llibertat de religió. Aquest dret estava garantit en diversos instruments legals, incloent-hi tractats, cartes, capitulacions i juraments de coronació. Per exemple, el tractat de Granada (1491) garantia la tolerància religiosa als musulmans de la Granada conquerida. Els reis d'Aragó, entre ells el rei Ferran II i Carles I, van jurar protegir la llibertat religiosa dels musulmans en els seus juraments de coronació.
Tres mesos després de la conquesta de Granada, el 1492, el decret de l'Alhambra va ordenar l'expulsió o conversió de tots els jueus d'Espanya, la qual cosa va marcar el començament de polítiques intolerants. El 1497, el Regne de Portugal va expulsar les seves poblacions de jueus i musulmans, segons el que disposà el cardenal Cisneros a canvi d'un acord matrimonial entre les monarquies hispànica i portuguesa. A diferència dels jueus, als musulmans portuguesos se'ls va permetre traslladar-se a Espanya, i la majoria ho va fer.

## Procés de conversió
A principis del segle xvi, l'actual Espanya estava dividida en tres regnes: la Corona de Castella, la Corona d'Aragó i el Regne de Navarra. El matrimoni entre el rei Ferran II d'Aragó i la reina Isabel I de Castella va unir les dues principals corones, que finalment heretaria el seu net Carles (com a Carles I d'Espanya, però també conegut com a Carles V, pel seu ordinal com a emperador del Sacre Imperi Romanogermànic). Malgrat la unió, les dues corones funcionaven de manera molt diferent, amb lleis dispars, prioritats de govern i tracte als musulmans. També hi havia musulmans que vivien en el Regne de Navarra, que inicialment era independent però que va ser annexionat per Castella el 1515. La conversió forçada va variar en el temps segons el regne: va ser promulgada per la Corona de Castella el 1500-1502, a Navarra el 1515-1516 i per la Corona d'Aragó el 1523-1526.

### A la Corona de Castella

#### Regne de Granada

El Regne de Granada (vermell) dins de la Corona de Castella (fronteres de color negre).

Els primers intents per forçar les conversions dels musulmans van ser iniciats pel cardenal Cisneros, arquebisbe de Toledo, que va arribar a Granada la tardor de 1499. A diferència de l'arquebisbe de Granada Hernando de Talavera, que tenia relacions amistoses amb la població musulmana i es basava en un enfocament pacífic de les conversions, Cisneros va adoptar mesures dures i autoritàries. Va enviar a presó aquells musulmans no cooperatius, especialment als nobles, on van ser tractats severament (incloent-hi denúncies de tortura) fins que es van convertir. Cisneros va ignorar els advertiments del seu consell que aquests mètodes podrien violar el tractat de Granada, que garantia als musulmans la llibertat de religió i va intensificar els seus esforços. Al desembre va escriure al papa Alexandre VI dient-li que havia convertit a 3000 musulmans en un sol dia.
Les conversions forçades van donar lloc a una sèrie de rebel·lions, localitzades inicialment a la ciutat de Granada. Aquest aixecament es va precipitar amb l'assassinat indiscriminat d'un guàrdia que transportava una dona musulmana per interrogar-la pel barri musulmà de Granada; va acabar amb negociacions, després de les quals els musulmans van deposar les armes i van lliurar els responsables de l'assassinat del guàrdia. Posteriorment, Cisneros va convèncer els Reis Catòlics, que, en intentar una rebel·lió, els musulmans havien perdut els seus drets garantits pel tractat i ara havien d'acceptar conversions. Els monarques van tornar a enviar Cisneros a Granada per presidir una renovada campanya de conversió. Els musulmans de la ciutat van ser convertits per la força en gran nombre: 60000 segons el papa, en una carta a Cisneros del març de 1500. Cisneros va declarar el gener de 1500 que "no hi ha ningú a la ciutat que no sigui cristià".
Encara que la ciutat de Granada era ara sota control cristià, l'aixecament es va estendre a les zones rurals granadines. El líder de la rebel·lió va fugir a les Alpujarras el gener de 1500. Tement que ells també es veiessin forçats a convertir-se, la població es va aixecar ràpidament en una insurrecció. No obstant això, després d'una sèrie de campanyes el 1500-01 en què es van mobilitzar 80000 efectius cristians i el rei Ferran va dirigir personalment algunes operacions, la rebel·lió va ser derrotada. Els termes de la rendició dels rebels derrotats generalment requerien que acceptessin el baptisme. El 1501 tots els musulmans de Granada s'havien convertit.

#### Resta de Castella
A diferència dels musulmans de Granada, que van ser sota domini islàmic fins al 1492, els musulmans de la resta de Castella havien viscut sota el domini cristià durant generacions. Després de les conversions de Granada, Isabel va decidir imposar un decret de conversió o expulsió contra els musulmans. Castella va proscriure l'Islam en una legislació de juliol de 1501 a Granada, però no es va fer pública immediatament. La pragmàtica va tenir lloc el 14 de febrer de 1502, a Sevilla (considerada la "data clau" d'aquesta legislació per l'historiador L. P. Harvey), i després localment en altres ciutats. L'edicte afectava "tots els regnes i senyorius de Castella i Lleó". Segons l'edicte, tots els homes musulmans de 14 anys o més, o les dones de 12 anys o més, havien de convertir-se o abandonar Castella a la fi d'abril de 1502. Tant els musulmans nascuts a Castella com els immigrants estaven subjectes al decret, però s'excloïa als esclaus per respectar els drets dels seus amos. L'edicte justificava la decisió dient que després de la reeixida conversió de Granada, permetre l'Islam en la resta de Castella seria escandalós, encara que reconeixia que aquests musulmans eren pacífics. L'edicte també argumentava que la decisió era necessària per protegir a aquells que acceptaven la conversió de la influència dels musulmans no convertits.
Sobre el paper, l'edicte ordenava l'expulsió en lloc d'una conversió forçada, però prohibia gairebé totes les destinacions possibles; en realitat, les autoritats castellanes preferien la conversió dels musulmans abans que la seva emigració. El veí occidental de Castella, Portugal, ja havia proscrit l'Islam l'any 1497. L'ordre prohibia explícitament anar a altres regions veïnes, com els regnes d'Aragó i València, el Principat de Catalunya i el Regne de Navarra i excloïa també el nord d'Àfrica i els territoris de l'Imperi otomà com a possibles destinacions d'ultramar. L'edicte permetia viatjar a Egipte, llavors governat pel Soldanat Mameluc, però hi havia pocs vaixells navegant entre Castella i Egipte en aquella època. Els ports bascos del Senyoriu de Biscaia serien els únics per on podien sortir els musulmans, la qual cosa significava que els de el sud (com Andalusia) haurien de recórrer tota la península. L'edicte també va establir com data límit el final d'abril de 1502, quan l'Islam seria proscrit i aquells que donessin refugi a musulmans serien castigats severament. Un altre edicte emès el 17 de setembre de 1502 prohibia als musulmans recentment convertits abandonar Castella en els següents dos anys.
L'historiador L. P. Harvey va escriure que amb aquest edicte, "de forma tan sumària, en tan poc temps", es va posar fi a la presència musulmana sota l'estatus de mudèjar.[28] A diferència del que va ocórrer a Granada, es conserven pocs testimoniatges d'esdeveniments com baptismes en massa o sobre com es van organitzar les conversions. Existeixen testimonis de celebracions cristianes posteriors a les conversions, com una "festa bastant elaborada" en la qual es va celebrar una cursa de braus a Àvila.

### A Navarra

Les terres navarreses al sud dels Pirineus (en vermell) van ser annexionades per Castella el 1515, estenent així la prohibició de l'Islam.

La reina de Navarra Caterina de Foix (r. 1483-1517) i el seu marit Joan III no tenien cap interès a perseguir l'expulsió o les conversions forçades. Quan la Inquisició espanyola va arribar a Navarra a la fi del segle xv i va començar a perseguir als musulmans locals, la cort reial navarresa li va advertir que cessés.
No obstant això, el 1512, Navarra va ser envaïda per Castella i Aragó. Les forces, encapçalades pel rei Ferran, van ocupar ràpidament la meitat ibèrica del regne, inclosa la capital, Pamplona; el 1513, va ser proclamat rei. El 1515, Navarra va ser annexionada formalment per la Corona de Castella com un dels seus regnes. Amb aquesta conquesta, l'edicte de conversió de 1501-02 va entrar en vigor a Navarra, i es va encarregar a la Inquisició el seu compliment. No obstant això, a diferència de Castella, pocs musulmans semblaven acceptar la conversió. L'historiador Brian A. Catlos argumenta que la falta de registres baptismals i l'alt volum de vendes de terres per part dels musulmans en 1516 indiquen que la majoria d'ells simplement van sortir de Navarra per escapar a través de les terres de la Corona d'Aragó cap al nord d'Àfrica (la Corona d'Aragó era en aquest moment hostil per als musulmans). Alguns també es van quedar malgrat l'ordre; per exemple, el 1520 hi havia 200 musulmans a Tudela que eren prou rics com per ser inscrits en els registres.

### A la Corona d'Aragó

Els territoris de la Corona d'Aragó a l'actual Espanya.

Malgrat presidir les conversions dels musulmans en terres castellanes, Ferran el Catòlic no va estendre les conversions als seus súbdits aragonesos. Els reis d'Aragó, inclòs Ferran, havien de prestar jurament en la seva coronació per no convertir per la força als seus súbdits musulmans. Va repetir el mateix jurament davant les Corts d'Aragó el 1510, i al llarg de la seva vida no va estar disposat a trencar-ho. Ferran va morir el 1516 i va ser succeït pel seu net Carles I d'Espanya, que també va fer el mateix jurament en la seva coronació.
La primera onada de conversions forçades en la Corona d'Aragó es va produir durant la Revolta de les Germanies. A principis de la dècada de 1520 va esclatar una rebel·lió amb un sentiment antimusulmà entre els súbdits cristians de València, que va obligar els musulmans a convertir-se al cristianisme als territoris que les Germanies controlaven. Els musulmans es van unir a la Corona per reprimir la rebel·lió, exercint un paper crucial en diverses batalles. Després de sufocar la rebel·lió, els musulmans van considerar invàlides les conversions forçades pels rebels i van tornar a la seva fe. Posteriorment, el rei Carles I va iniciar una recerca per determinar la validesa de les conversions. La comissió encarregada d'aquesta recerca va començar a treballar el novembre de 1524. Carles I finalment va confirmar les conversions, posant els súbdits convertits per la força sota l'autoritat de la Inquisició. Els partidaris d'aquesta decisió van argumentar que els musulmans tenien una opció quan s'enfrontaven als rebels: podrien haver triat negar-se i morir, però no ho van fer, la qual cosa indicava que les conversions van ocórrer per lliure voluntat i els seus efectes, per tant, havien de romandre.
Al mateix temps, Carles va tractar d'alliberar-se del jurament que va fer de protegir els musulmans. Va escriure al papa Climent VII el 1523 i novament el 1524 per obtenir una dispensa. Climent inicialment es va resistir a la petició, però el maig de 1524 va emetre un breu apostòlic alliberant Carles del jurament i absolent el monarca de tots els perjuris que poguessin sorgir en trencar-lo. El papa també va autoritzar la Inquisició a suprimir la resistència per a futures conversions.
El 25 de novembre de 1525, Carles va emetre un edicte ordenant l'expulsió o conversió dels musulmans que quedaven a la Corona d'Aragó. Igual que a Castella, encara que l'opció de l'exili estava disponible sobre el paper, a la pràctica era gairebé impossible. Per abandonar el regne, un musulmà hauria hagut d'obtenir documentació de Setaigües, a la frontera occidental d'Aragó, i després viatjar cap a l'interior a través de tota l'extensió de Castella per embarcar-se per mar des de La Corunya, a la costa nord-oest. L'edicte fixava com data límit el 31 de desembre al Regne de València i el 26 de gener de 1526 al Regne d'Aragó i al Principat de Catalunya. Els que no arribessin a temps serien sotmesos a l'esclavitud. Un edicte posterior deia que els que no sortissin abans del 8 de desembre haurien de donar prova de baptisme. També s'ordenava als musulmans "escoltar sense respondre" als ensenyaments cristians.
Un nombre molt petit de musulmans va aconseguir escapar a França i d'allí al nord d'Àfrica. Alguns es van rebel·lar contra aquesta ordre: per exemple, una revolta va esclatar en la Serra d'Espadà. Les tropes de la corona van derrotar aquesta rebel·lió en una campanya que va incloure l'assassinat de 5000 musulmans. Després de la derrota de les rebel·lions, tota la Corona d'Aragó va ser convertida nominalment al cristianisme. Les mesquites van ser demolides, els noms i cognoms canviats, i la pràctica religiosa de l'Islam va ser portada a la clandestinitat (criptoislam).

## Reacció musulmana

### Criptoislam

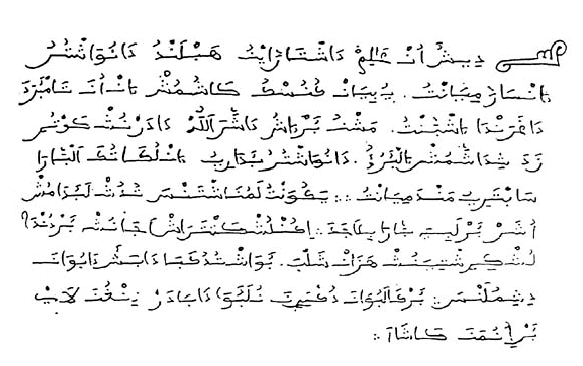
Un fragment de les obres de Mosso d'Arévalo, un escriptor criptomusulmà del.

Pels que no podien emigrar, la conversió era l'única opció per sobreviure; no obstant això, els convertits forçats i els seus descendents (coneguts com els "moriscos") van continuar practicant l'islam en secret. Segons Harvey, l'"abundant i aclaparant evidència" indicava que la majoria dels convertits forçats eren musulmans en secret. Proves històriques com els escrits dels musulmans i els registres de la Inquisició van corroborar que les creences islàmiques encara es mantenien. Diverses generacions de moriscos van néixer i van morir dins d'aquest clima religiós. No obstant això, els acabats de convertir també van ser pressionats a complir exteriorment amb el cristianisme, com assistint a missa o consumint aliments i begudes que estan prohibits en l'Islam. La situació va conduir a una forma no tradicional de l'Islam en la qual la intenció interna (niyya), més que l'observació externa dels rituals i lleis, era la característica definitòria de la pròpia fe. Van començar a donar-se pràctiques religioses híbrides o indefinides que apareixen en molts textos moriscos: per exemple, les obres de l'escriptor morisc Mosso d'Arévalo, de la dècada de 1530, descrivien els criptomusulmans utilitzant el culte cristià com a substitut dels rituals islàmics regulars. També va escriure sobre la pràctica de l'oració ritual congregacional secreta (salat jama'ah), la recollida d'almoina per dur a terme la peregrinació a la Meca (encara que no és clar si el viatge es va aconseguir en última instància), i la determinació i esperança entre els musulmans secrets de restablir la pràctica completa de l'Islam el més aviat possible.

#### Fàtua d'Orà
La fàtua d'Orà va ser una fàtua (una opinió legal islàmica) emesa el 1504 per fer front a la crisi de les conversions forçades de Castella entre el 1501 i el 1502. Emesa per l'erudit malikí Ahmad ibn Abi Jum'ah, va establir relaxacions detallades dels requisits de la llei islàmica (xaria), permetent als musulmans conformar-se exteriorment amb el cristianisme i realitzar actes que normalment estaven prohibits quan fos necessari per sobreviure. La fàtua incloïa instruccions menys estrictes per a la realització de les oracions rituals, caritat ritual i ablucions rituals; també deia als musulmans com actuar quan es veiessin obligats a violar la llei islàmica, per exemple, adorant com a cristians, blasfemant o consumint carn de porc i vi. La fàtua va gaudir d'àmplia vigència entre els musulmans convertits i els seus descendents i una de les traduccions que van sobreviure en aljamia data del 1564, 60 anys després que s'emetés la fàtua original. Harvey la va anomenar "el document teològic clau" per a l'estudi de l'islam espanyol després de les conversions forçades fins a l'expulsió dels moriscos, una descripció que l'acadèmic en estudis islàmics Devin Stewart va repetir.

### Emigració

Els musulmans que volguessin emigrar després de l'edicte d'Aragó, havien d'aconseguir documentació a Setaigües al sud-est i després viatjar per terra fins a La Corunya al nord-oest de la Corona de Castella. Ja que aquest mètode prescrit era tan difícil de completar dins del termini imposat, a la pràctica els musulmans d'Aragó van haver d'acceptar la conversió forçosa.

La posició predominant dels erudits islàmics ha estat que un musulmà no pot romandre en un país on els governants fan impossible l'observança religiosa apropiada: per tant, l'obligació d'un musulmà és emigrar quan pugui fer-ho. Fins i tot abans de la conversió sistemàtica forçada, els líders religiosos havien argumentat que els musulmans en territori cristià estarien subjectes a pressions directes i indirectes i predicaven l'emigració com una forma de protegir la religió de l'erosió. Ahmad al-Wansharisi, erudit nord-africà contemporani i autoritat principal sobre els musulmans espanyols, va escriure el 1491 que l'emigració de terres cristianes a musulmanes era obligatòria en gairebé totes les circumstàncies. A més, va instar a castigar severament als musulmans que romanguessin i va predir que viurien temporalment en l'infern de l'altra vida.
No obstant això, la política de les autoritats cristianes consistia, en general, a bloquejar aquesta emigració, així que aquesta opció només era factible pels més rics entre aquells que vivien prop de la costa sud, i fins i tot llavors suposava una gran dificultat. Per exemple, a Sierra Bermeja, Granada, el 1501, es va oferir una opció d'exili com a alternativa a la conversió només per a aquells que paguessin una taxa de deu dobles d'or, una quantitat inassumible per a la majoria de ciutadans. En el mateix any, els vilatans de Turre i Teresa, prop de Sierra Cabrera, a l'actual província d'Almeria, van lluitar contra les milícies cristianes amb l'ajuda d'un grup de rescatadors nord-africans a Mojácar, mentre abandonaven la regió. El poble de Turre va ser derrotat i la fugida planejada es va convertir en una massacre; els habitants de Teresa es van escapar, però les seves propietats, excepte les que cabien en les seves petites barques, es van quedar a la població i van ser confiscades.
Mentre que l'edicte de conversió a Castella permetia nominalment l'emigració, prohibia explícitament gairebé totes les destinacions disponibles per a la població musulmana de Castella i, en conseqüència, "pràcticament tots" els musulmans havien d'acceptar la conversió. A Aragó, els musulmans que desitjaven sortir havien d'anar a Castella, prendre una ruta interior a través de Castella per Madrid i Valladolid i, finalment, embarcar-se per mar en la costa nord-oest, tot en un termini molt ajustat. L'erudit en estudis religiosos Brian A. Catlos va dir que l'emigració "no era una opció viable"; l'hispanista L. P. Harvey va qualificar aquesta ruta prescrita de "forassenyada" i "tan difícil d'aconseguir" que l'opció de l'exili era "gairebé inexistent en la pràctica", i l'historiador sefardita Maurice Kriegel va coincidir a afirmar que "en la pràctica era impossible que sortissin de la península". No obstant això, un petit nombre de musulmans va escapar a França, i d'allà al nord d'Àfrica.

### Resistència armada
La campanya de conversió del cardenal Cisneros a Granada va desencadenar la Rebel·lió de les Alpujarras (1499-1501). La revolta va acabar en victòries reialistes i els rebels derrotats van haver de convertir-se.
Després de l'edicte de conversió a Aragó, els musulmans també es van alçar en armes, sobretot a les zones muntanyenques defensables. La primera revolta armada va tenir lloc a Benaguasil per part de musulmans de la localitat i els seus voltants. Un primer assalt reialista va ser repel·lit, però la localitat va capitular el març de 1526 després d'un setge de cinc setmanes que va desembocar en el baptisme dels rebels. Una rebel·lió més greu es va desenvolupar en la Serra d'Espadà. El líder rebel s'autoanomenava "Selim Almanzo", invocant a Almansor, un líder musulmà en la cúspide del poder dels musulmans espanyols. Els musulmans van resistir durant mesos i van rebutjar diversos atacs fins que l'exèrcit reialista, ampliat a 7000 homes amb un contingent germànic de 3000 soldats, finalment va fer un assalt reeixit el 19 de setembre de 1526. L'assalt va acabar amb la massacre de 5000 musulmans, incloent-hi ancians i dones. Els supervivents de la massacre van escapar a la Mola de Cortes; alguns d'ells més tard es van rendir i van ser batejats, mentre que altres es van escapar al nord d'Àfrica.

### Conversions sinceres
Alguns conversos eren sincerament devots en la seva fe cristiana. Cisneros va dir que alguns conversos van optar per morir com a màrtirs quan els rebels musulmans de Granada els van exigir que es retractessin. Un convers anomenat Pedro de Mercado, de Ronda, es va negar a unir-se a la rebel·lió de Granada; en resposta, els rebels van cremar la seva casa i van segrestar a membres de la seva família, incloent-hi la seva esposa i a una filla. La corona més tard li va pagar una indemnització per les seves pèrdues.
El 1502, tota la comunitat musulmana de Terol es va convertir massivament al cristianisme, malgrat que l'edicte de 1502 de conversió dels musulmans castellans no els era aplicable. Harvey va suggerir que van ser pressionats pels castellans de l'altre costat de la frontera, però l'historiador Trevor Dadson va argumentar que aquesta conversió no va ser forçada, sinó que va ser causada per segles de contacte amb els seus veïns cristians i pel desig d'un estatus igual al dels cristians.